# ISO 3166-2:TF
ISO 3166-2:TF — стандарт Международной организации по стандартизации, который определяет геокоды. Является подмножеством стандарта ISO 3166-2, относящимся к Французским Южным и Антарктическим Территориям.
Стандарт охватывает острова Французских Южных и Антарктических Территорий. Код состоит из: кода ISO 3166-1 для Французских Южных и Антарктических Территорий — TF. Одновременно Французским Южным и Антарктическим Территориям присвоен геокод второго уровня — FR-TF как заморскому особому административно-территориальному образованию Франции. Геокод являются подмножеством кода домена верхнего уровня — TF, присвоенного Французским Южным и Антарктическим Территориям в соответствии со стандартами ISO 3166-1.

## Геокоды административно-территориального деления Французских Южных и Антарктических Территорий
| Название                                      | Alpha2 | Alpha3 | цифровой | Геокод по ISO 3166-2 | Статус                                                       |
| --------------------------------------------- | ------ | ------ | -------- | -------------------- | ------------------------------------------------------------ |
| Французские Южные и Антарктические территории | TF     | ATF    | 260      | FR-TF                | заморское особое административно-территориальное образование |

## Геокоды пограничных Французским Южным и Антарктическим Территориям государств
- Мадагаскар — ISO 3166-2:MG (на юге, на востоке, на юго-западе (морская граница),
- Мозамбик — ISO 3166-2:WS (на востоке (морская граница)).